# Berik Äbdirachmanow
Berik Esenuly Äbdirachmanow (kasachisch Берік Есенұлы Әбдірахманов, russisch Берик Есенович Абдрахманов, Berik Yesenowitsch Abdrachmanow; * 12. Mai 1986) ist ein kasachischer Boxer.

## Werdegang

### Amateur
2010 wurde Äbdirachmanow in Camp Lejeune Militärweltmeister im Leichtgewicht (-60 kg).
Bei den Asienmeisterschaften 2013 gewann er nach Siegen u. a. im Halbfinale über Anwar Junussow, Tadschikistan (2:1) und im Finale über Sailom Adi, Thailand (2:1), die Goldmedaille. Bei den Weltmeisterschaften im selben Jahr erreichte Äbdirachmanow nach Siegen über Danielito Zorrilla, Puerto Rico (2:1), Robert Harutyunyan, Deutschland (3:0), und Luis Arcón, Venezuela das Halbfinale. In diesem stand ihm der spätere Weltmeister Lázaro Álvarez, Kuba, gegenüber, dem er mit 2:1 Punktrichterstimmen unterlag, womit Äbdirachmanow eine Bronzemedaille gewann.
2014 schied Äbdirachmanow bei den Asienspielen überraschend bereits im ersten Kampf gegen den Jordanier und späteren Bronzemedaillengewinner Obada al-Kasbeh mit 2:1 Punktrichterstimmen aus.

### AIBA Pro Boxing
Seit dem Oktober 2014 startet Äbdirachmanow in dem neugegründeten Profibereich „APB“ des vom IOC anerkannten Weltverbandes AIBA. Im ersten Zyklus konnte Äbdirachmanow seine drei Kämpfe gegen David Oliver Joyce (Irland), Charly Coronel Suarez (Philippinen) und Robson Conceição (Brasilien) gewinnen und stand am 30. Januar 2015 im Finale der „APB“ im Leichtgewicht in Astana gegen den Usbeken Hurshid Tojibaev. Er gewann diesen Kampf mit einmal 78:74 und zweimal 77:75 Punkten. Damit qualifizierte sich Äbdirachmanow für die Olympischen Spiele in Rio de Janeiro.